# Grim Dawn
Grim Dawn es un juego de rol de acción desarrollado y publicado por Crate Entertainment. Crate Entertainment anunció el 27 de julio de 2009 que había licenciado el motor Titan Quest y anunció el desarrollo de Grim Dawn el 21 de enero de 2010. Inicialmente, pocos detalles fueron revelados, con Crate Entertainment simplemente declarando que Grim Dawn está ambientado en un mundo ficticio temáticamente oscuro, vagamente basado en la era victoriana. Grim Dawn lanzó su versión final el 25 de febrero de 2016.

## Historia
El juego tiene lugar en Cairn, un mundo oscuro, destrozado por la guerra, donde un imperio una vez orgulloso ha sido llevado a la ruina y la raza humana llevada al borde de la extinción. Cairn se ha convertido en la zona cero de una guerra eterna entre dos potencias de otro mundo, los Aetherials y los Chthonians, uno buscando usar los cuerpos humanos como un recurso, el otro intentando destruir a la raza humana antes de que eso pueda suceder.
Los seres humanos en algún momento habían entrado en comunicación con seres extradimensionales. Aprendieron cosas de estas entidades de otro mundo y eventualmente intentaron abrir un portal para cruzarlo. Naturalmente, siendo paranoicos de lo desconocido como lo son a menudo los humanos, también idearon una forma de encarcelarlos una vez que llegaron. A través de la experimentación, aprendieron que estos seres, hechos de éter, una especie de energía espiritual, podían fusionarse con la mente humana, poseyendo y controlando a su huésped siendo capaces de subvertir la voluntad humana. Los investigadores descubrieron que un humano, una vez poseído, obtiene increíbles habilidades después de que el ser eterno fue purgado de sus cuerpos. Naturalmente, esta investigación se salió de control. Los investigadores trajeron más éteres, los cuales escaparon, abriendo más portales a su propio mundo, trayendo a un gran número de seres de su especie.
Mientras que los Aetherials buscaban utilizar los cuerpos humanos como recurso, los Chthonians parecían destruir a la raza humana antes de que eso pudiera suceder. Esta guerra cataclísmica no sólo diezmó la civilización humana, sino que distorsionó la realidad y, a su paso, dio vida a nuevos horrores.
El mundo de Cairn nunca podrá ser completamente restaurado de la forma en que era antes. Grim Dawn trata de la supervivencia y la adaptación a la nueva y sombría realidad. Existen pequeños enclaves de sobrevivientes humanos dispersos por todo el mundo, escondidos en refugios ocultos. Estos humanos han observado silenciosamente a los invasores en guerra destruirse unos a otros y se han vuelto sabios en cuanto a las fortalezas y vulnerabilidades de sus enemigos del otro mundo. Unos pocos sobrevivientes han comenzado a exhibir nuevas habilidades extrañas después de sobrevivir a la posesión. Estos poderes antinaturales son temidos por algunos, pero dan a muchos nuevas esperanzas de crear una resistencia para luchar contra estos seres y reclamar lo que queda del mundo.

## Recepción
Grim Dawn recibió críticas generalmente positivas de 29 críticos, según Metacritic.
Leif Johnson, de PC Gamer, escribió: "En todo caso, Grim Dawn está a la vez empoderada y encadenada por su estilo retro, evitando, por ejemplo, los niveles aleatorios de Diablo III y, por lo tanto, su interminable potencial de rejugabilidad. Pero por el lado positivo, ninguno de sus recientes competidores ofrece esa experiencia de Hack and slash tan pura y satisfactoria, y su sistema híbrido de clases hace que cada nueva excursión sea un poco diferente. Más de una vez me encuentro jugando hasta el amanecer, y mi aprecio por cualquier juego que logre hacer eso es cualquier cosa menos sombrío".

### Ventas
Grim Dawn vendió más de 1 millón de copias en todo el mundo y su DLC, Crucible, más de 200.000.